# 卡门·科利
卡门·科利（Carmen Corley，2001年9月17日—），美国女子网球运动员。截至2024年11月，科利有1个WTA125巡回赛双打冠军，在ITF女子世界网球巡回赛上有5个双打冠军。
科利为奧克拉荷馬大學打大学网球。
她在2022年拉斯维加斯网球公开赛同她的姐姐伊万娜·科利得了首个ITF巡回赛冠军。科利姐妹在2024年克利夫兰女子网球赛上进入了双打四强，之后还获得了2024年美国网球公开赛女子双打比赛的外卡资格，并在首轮战胜了叶卡捷琳娜·亚历山德罗娃和安娜·布林科娃组合，但在次轮负于韦罗妮卡·库德梅托娃和詹皓晴组合。
在2024年WTA125坦皮科站上她搭档丽贝卡·马里诺夺得双打冠军，这是她职业生涯获得的最高级别冠军。